# 上海幻梦
上海幻梦（西班牙語：  El embrujo de Shanghai) 是 一部於2002年上映的西班牙、法国和英国合拍片。該片由费尔南多·特鲁巴執導。影片改编自胡安·马塞1993年創作的同名小说。

## 劇情
这部电影以西班牙内战之後的巴塞罗那恩典区为背景。 